# För full hals
För full hals är den svenska proggruppen Nynningens andra album och släpptes av MNW 1973 (skivnummer 38P). Det återutgavs på CD av samma bolag 1994 (skivnummer CD94-0602) och 2009 (skivnummer MNWCDJ 38).
Albumet började som ett musikprogram för gymnasieelever inom ramen för elevernas TTF (timme till förfogande). Gruppen turnerade på gymnasier i hela södra Sverige, och gjorde senare en turné i norra Norrland.[källa behövs] Låtmaterialet bestod av tonsatta dikter av den ryske poeten Vladimir Majakovskij. Texterna var tolkningar av Ulf Bergströms och Gunnar Hardings översättning från ryskan och tonsattes av Bertil Goldberg, Tomas Forssell och Totta Näslund. Utöver detta medverkar också bland andra Nikke Ström och Bernt Andersson som musiker.
Albumet är en av titlarna i boken Tusen svenska klassiker (2009).

## Låtlista

### LP
Sida A
1. "För full hals" – 5:30
2. "Se så tyst det är i världen" – 3:20
3. "Atlantiska oceanen" – 8:45

Sida B
1. "Vilddjurens sång" – 5:25
2. "Balladernas konst" – 3:20
3. "Neva" – 5:20
4. "Bolsjevikernas parti" – 4:55

### CD
1. "För full hals" – 5:30
2. "Se så tyst det är i världen" – 3:20
3. "Atlantiska oceanen" – 8:45
4. "Vilddjurens sång" – 5:25
5. "Balladernas konst" – 3:20
6. "Neva" – 5:20
7. "Bolsjevikernas parti" – 4:55

## Medverkande
- Bernt Andersson – piano, bas, orgel, dragspel, kör
- Bengt Blomgren – akustisk- och elgitarr, slidegitarr
- Lollo Englund – sång
- Stig Ekelöf – trombon
- Tomas Forssell – dulcimer, autoharp, akustisk- och elgitarr, piano, bas, kör
- Bertil Goldberg – akustisk- och elgitarr, autoharp, kör
- Kjell Karlgren – tenorsax
- Dennis Lundh – trummor
- Mikael Gyllenstig – trummor
- Totta Näslund – sång
- Anders Olsson – sopransax
- Nikke Ström – bas, kör

### Fotnoter
1. ↑  ”För full hals”. Svensk mediedatabas. http://smdb.kb.se/catalog/search?q=Nynningen+F%C3%B6r+full+hals&sort=OLDEST. Läst 31 januari 2013.
2. 1 2 3  Gradvall et al 2009, #374
3. ↑  ”Texthäfte LP MNW38P”. https://www.discogs.com/Nynningen-F%C3%B6r-Full-Hals/release/2321459#images/14780052. Läst 13 november 2016.
4. ↑  ”För full hals”. Discogs.com. http://www.discogs.com/Nynningen-F%C3%B6r-Full-Hals/release/3351333. Läst 31 januari 2013.